# Unterrichtswissenschaft
Die Zeitschrift Unterrichtswissenschaft stellt als Zeitschrift für Lehr-Lern-Forschung die Bereiche Vorschule, Schule, Studium, Beruf und Freizeit in den Mittelpunkt. Sie erscheint viermal im Jahr im Verlag Springer VS, Wiesbaden.

## Profil und Aufbau
Unterrichtswissenschaft diskutiert theoretische Ansätze, stellt deren empirische Überprüfung vor und fragt nach den Konsequenzen für die pädagogische Praxis.
Die Zeitschrift veröffentlicht Originalbeiträge, Übersichtsarbeiten und theoretische Arbeiten, die von zwei qualifizierten Gutachtern und dem verantwortlichen Herausgeber zur Annahme empfohlen wurden.
Neben einer internationalen Leserschaft mit dem Schwerpunkt in deutschsprachigen Ländern gehört die Zeitschrift zu den drei meistzitierten deutschsprachigen Zeitschriften, wie eine „Cited Reference Search“ im Web of Science, PsychInfo, and Harzing's Publish or Perish (1999–2010) ergab. Etwa 50 % der Zitationen im Web of Science entstammen aus englischsprachigen Publikationen.

## Herausgeber und Redaktion
Die Zeitschrift wird von S. Hertel (Heidelberg, geschäftsführend), A. Renkl (Freiburg), C. Gräsel (Wuppertal), I. Hardy (Frankfurt), T. Kleickmann (Kiel), E. Moser Opitz (Zürich), J. Wirth (Bochum), E. Lehtinen (Turku, Finnland), K. Neumann (Kiel), A.-K. Praetorius (Zürich) herausgegeben.